# لحم الجرذ
لحم الجرذ هو لحم محضر من أنواع مختلفة من الجرذان: القوارض متوسطة الحجم وطويلة الذيل. إنه طعام، على الرغم من كونه محرمًا في بعض الثقافات، إلا أنه يعتبر عنصرًا غذائيًا أساسيًا في ثقافات أخرى. تشمل المحظورات المخاوف من المرض أو الحظر الديني، ولكن في العديد من الأماكن، أدى العدد الكبير من الجرذان إلى دمجها في الوجبات الغذائية المحلية.

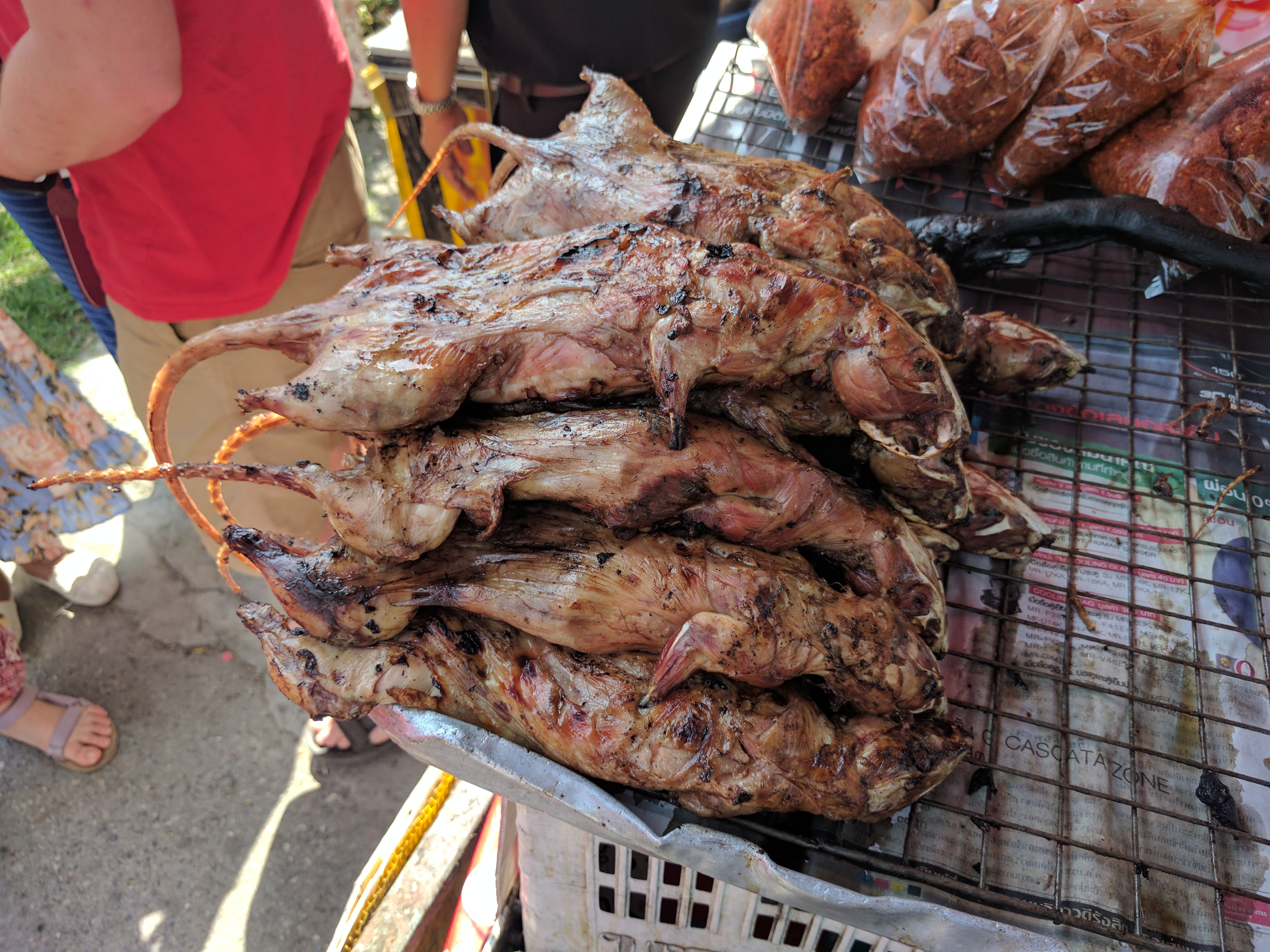
جرذان مشوية للبيع في تايلاند